# Jörg Scherzer
Jörg Scherzer (* 21. Januar 1945 in Hof (Saale); † 18. August 2019 in Berlin) war ein deutscher Skandinavist, Historiker und Übersetzer.

## Leben und Werk
Jörg Scherzer wuchs mit Mutter und Großmüttern auf; sein Vater war im Zweiten Weltkrieg gefallen, sein Bruder noch während des Krieges an Kinderlähmung verstorben. Nach dem Abitur verdiente er Geld als Schlafwagenschaffner. In den 1970er Jahren studierte Scherzer Skandinavistik und Geschichte in Frankfurt am Main, unter anderem bei Klaus von See. Das Studium schloss er mit einer Dissertation über den proletarischen Bildungsroman in der schwedischen Literatur ab. In Schweden lernte er auch die Mutter seiner einzigen Tochter kennen. Seit den 1980er Jahren lebte er in Berlin.
Jörg Scherzer übersetzte Werke vor allem schwedischer, aber auch dänischer und norwegischer Literatur. Gemeinsam mit Angelika Gundlach, die er seit seinem Studium in Frankfurt kannte, gab er 1981 die Biographie Der andere Strindberg heraus und besorgte zeitweise mit ihr die große Strindberg-Ausgabe bei Suhrkamp, die allerdings nicht fertig wurde. Er übersetzte vor allem für die Verlage Suhrkamp und Amman, darunter Gentlemen von Klas Östergren (1985), Moorkönigs Tochter von Birgitta Trotzig (1990) und Die Autisten von Stig Larsson. Von Scherzer übersetzt, erschien 1987 in der Bibliothek Suhrkamp die Nachkriegsreportage Deutscher Herbst von Stig Dagerman. Aus dem Dänischen übersetzte er unter anderem die Werke von Sven Åge Madsen, Jens-Martin Eriksen und Solvej Balle sowie Hans Christian Andersens vergessenen Roman Der Improvisator von 1830. Die Romane Choral am Ende der Reise des norwegischen Schriftstellers Erik Fosnes Hansen, der vom Untergang der Titanic erzählt (1995), und Long John Silver des Schweden Björn Larsson, eine Piratengeschichte (1996), wurden in Scherzers Übersetzung Bestseller. Seit Ende der 1990er Jahre und in den 2000ern übersetzte er unter anderem aus dem Schwedischen die Werke des Journalisten Göran Rosenberg, des  Philosophen Fredrik Agell und des Autors Per Molander.
Jörg Scherzer starb im August 2019 im Alter von 74 Jahren in Berlin an den Folgen eines Herzinfarkts.